# Бальди, Мауро
Ма́уро Ба́льди (итал. Mauro Baldi; род. 31 января 1954, Реджо-нель-Эмилия) — итальянский автогонщик, участник чемпионата мира по автогонкам в классе Формула-1. Победитель европейской Формулы-3 1981 года, чемпионата мира по автогонкам спортивных автомобилей 1990 года, гонки «24 часа Ле-Мана» 1994 года.

## Биография

### Начало карьеры
Гоночную карьеру начал в 1972 с гонок раллийных автомобилей Renault 5. К 1975 году он перешёл на кольцевые гонки, начав с победы в итальянском и европейском кубках Формулы-Рено. В качестве приза ему достался Ralt Формулы-3, так что естественным образом он перешёл в гонки «формул». Время вплоть до 1978 года было потрачено на набор опыта, после чего начались достижения. В 1979 он стал четвёртым в европейском чемпионате Формулы-3, а в итальянском — стал третьим. Ещё через год он выигрывает Гран-при Монако Формулы-3, причём с огромным отрывом в 47 секунд, а в 1981 ему покорился чемпионат Европы, причём в 15-ти гонках Мауро одержал восемь побед и ещё четырежды был вторым. Такое яркое выступление позволило ему пропустить почти обязательное участие в Формуле-2 и из Формулы-3 переместиться прямиком в Формулу-1.

### Формула-1
Контракт на 1982 год ему удалось заключить с командой Эрроуз, на счету которой в прошедшем сезоне было два подиума. Несмотря на это, дебют оказался обескураживающим — и Бальди, и его напарник Брайан Хентон не прошли квалификацию. В дальнейшем, правда, дела пошли на поправку, но и Мауро, и заменивший вскоре Хентона Зурер боролись в основном за места в конце первой десятки, изредка попадая в очки. Всего за сезон итальянцу досталось всего два очка — по одному за два шестых места. Поэтому когда в заводской команде «Альфа-Ромео» сменилось руководство, и главным стал его бывший босс из команды Формулы-3 «Euroracing» Паоло Паванелло, с которым он заработал свой титул чемпиона Европы, Мауро не стал терять возможность и заключил с ним контракт на сезон 1983 года.
В новой команде были произведены значительные изменения, приглашен именитый конструктор Жерар Дюкаруж, однако построенная им с примением углепластика инновационная машина оказалась далека до идеала. Квалифицироваться удавалось лишь в начале второго десятка, а финишировать мешала надежность — и после того, как напарник Мауро Андреа де Чезарис был дважды исключен из квалификации из-за недосмотров команды, начальство решило найти виноватого и уволило Дюкаружа. После этого нечего было и рассчитывать на существенные результаты, так что за весь сезон Бальди смог добыть лишь одно шестое и одно пятое место. По окончании сезона у команды сменился главный спонсор, имевший собственное представление о верном составе пилотов, и места Мауро лишился. Тем не менее, этот сезон оказался для итальянца самым успешным в Формуле-1 — более в очковую зону ему попадать не удавалось.
Оставшись не у дел, Мауро смог найти место лишь с помощью небольшой спонсорской поддержки — удалось занять место в единственном болиде команды Spirit. Этот гоночный коллектив изначально был создан как заводская команда японской компании Honda, но японцы, неудовлетворенные результатами, как раз перед началом нового 1984 года переключили своё внимание на команду Williams. Spirit же, оставшись и без денег и без хорошего мотора, были вынуждены приобрести маломощный турбомотор Hart, и при всем желании не могли дать Бальди возможность бороться хотя бы за очки. Более того, в середине сезона его и вовсе заменили на более состоятельного Хууба Роттенгаттера, и вернули лишь тогда, когда у голландца кончились деньги. Лучшим результатом в сезоне стали три восьмых места. В 1985 же году денег у команды стало ещё меньше, и после трех одинаково закончившихся сходом этапов руководитель команды Джон Уикэм продал собственный шинный контракт команде Toleman, а свою команду расформировал. На этом формульная карьера Мауро Бальди оказалась завершена — но автоспортивная карьера только начиналась.

### Гонки на выносливость
Выступления в гонках на выносливость Мауро начал одновременно с Формулой-1, после увольнения же из «Альфы Ромео» появилась возможность выступать более регулярно. Заключив контракт с заводской командой «Лянча», на первом же этапе сезона-1984 он финишировал на подиуме, на втором — стал четвёртым, и вообще с течением времени стал одним из лучших пилотов серии. В 1984 году он ещё несколько раз финишировал в очках, в 1985 регулярно финишировал на грани подиума. Наконец, на этапе «1000 км Спа» пришла и победа.
В 1986 году Мауро перешёл в коллектив Ричарда Ллойда, выступавший на Porsche 956, а в 1988 в заводскую команду Sauber-Mercedes. Успешные выступления продолжились, минимум раз в сезон он побеждал, и наконец, в 1990 году ему покорился долгожданный титул чемпиона. Следующие два сезона он выступал за заводскую команду Peugeot, после чего чемпионат был расформирован. Всего же в гонках спорткаров Бальди смог победить 17 раз.

### Последующие годы
В этот момент чуть не случилось возвращения Бальди в Формулу-1, так как им была выполнена большая часть тестовой работы проекта компании Lamborghini по участию в гонках. Вообще же, несмотря на определённый закат в гонках спортивных автомобилей, Мауро продолжил успешные выступления в отдельных гонках. Наиболее ярким из завоеванных в это время достижений была победа в «24 часах Ле-Мана» 1994 года, завоеванная на Dauer-Porsche в команде с Янником Дальмасом и Хёрли Хейвудом. В тот же год он возобновил участие и в гонках «формул», приняв участие в гонке чемпионата Indycar в Мид-Огайо.
Далее последовали три не особенно успешных года, в течение которых лучшим результатом стало лишь одно 4-е место в Себринге. В 1998 же Мауро присоединился к команде Джанпьеро Моретти, пилоты которого выступали на Феррари, и смог победить трижды — в Дайтоне, Себринге и Уоткинс-глен, все в компании с Дидье Тейсом и Ари Люндайком. В 1999 в составе коллектива Жан-Пьера Жабуя он единожды победил, и по одному разу финишировал вторым и третьим, и ещё единожды финишировал вторым в американском чемпионате по гонкам на выносливость. Дальнейшая карьера Мауро продолжалась вплоть до 2003 года — он периодически участвовал в гонках спортивных автомобилей, выигрывая по паре гонок за сезон.

## Результаты гонок в Формуле-1
| Легенда к таблице |                                                                    |
| --- | ------------------------------------------------------------------ |
| В таблице перечислены результаты всех Гран-при Формулы-1, в которых принимал участие гонщик. Строками таблицы являются сезоны, столбцами — этапы чемпионата мира. В каждой клетке указаны сокращённое название этапа и результат, дополнительно обозначенный цветом. Расшифровка обозначений и цветов представлена в нижеследующей таблице. |                                                                    |
| \| Пример \| Описание \| \| ------------ \| ------------------------------------------------------------------ \| \| 1 \| Победитель \| \| 2 \| Второе место \| \| 3 \| Третье место \| \| 5 \| Финишировал, заработав очки \| \| Сход \| Не финишировал, но при этом заработал очки \| \| 12 \| Финишировал, не получив очков \| \| НКЛ \| Финишировал, но не попал в финальную классификацию \| \| 15 \| Участвовал вне зачёта, либо по отдельной классификации \| \| 18 \| Не финишировал, но попал в финальную классификацию \| \| Сход \| Не финишировал \| \| НКВ \| Не прошёл квалификацию \| \| НПКВ \| Не прошёл предквалификацию \| \| ДСК \| Дисквалифицирован \| \| ИСК \| Исключён из протокола соревнований \| \| ТТ \| Заявлен для участия только в тренировках \| \| НС \| Участвовал в квалификации, но не стартовал в гонке \| \| Т \| Травмирован или болен \| \| ОТК \| Отказ от участия \| \| НТР \| Прибыл на соревнования, но на трассу не выезжал \| \| НПР \| Был заявлен в числе участников, но не прибыл к началу соревнований \| \| О \| Соревнования отменены \| \| \| Не участвовал \| \| Поул-позиция \| \| \| Быстрый круг \| \| |                                                                    |
| Пример | Описание                                                           |
| 1 | Победитель                                                         |
| 2 | Второе место                                                       |
| 3 | Третье место                                                       |
| 5 | Финишировал, заработав очки                                        |
| Сход | Не финишировал, но при этом заработал очки                         |
| 12 | Финишировал, не получив очков                                      |
| НКЛ | Финишировал, но не попал в финальную классификацию                 |
| 15 | Участвовал вне зачёта, либо по отдельной классификации             |
| 18 | Не финишировал, но попал в финальную классификацию                 |
| Сход | Не финишировал                                                     |
| НКВ | Не прошёл квалификацию                                             |
| НПКВ | Не прошёл предквалификацию                                         |
| ДСК | Дисквалифицирован                                                  |
| ИСК | Исключён из протокола соревнований                                 |
| ТТ | Заявлен для участия только в тренировках                           |
| НС | Участвовал в квалификации, но не стартовал в гонке                 |
| Т | Травмирован или болен                                              |
| ОТК | Отказ от участия                                                   |
| НТР | Прибыл на соревнования, но на трассу не выезжал                    |
| НПР | Был заявлен в числе участников, но не прибыл к началу соревнований |
| О | Соревнования отменены                                              |
| | Не участвовал                                                      |
| Поул-позиция |                                                                    |
| Быстрый круг |                                                                    |

| Сезон | Команда                  | Шасси           | Двигатель                | Ш | 1        | 2        | 3        | 4      | 5        | 6        | 7        | 8      | 9     | 10       | 11       | 12       | 13       | 14       | 15       | 16     | Место | Очки |
| ----- | ------------------------ | --------------- | ------------------------ | - | -------- | -------- | -------- | ------ | -------- | -------- | -------- | ------ | ----- | -------- | -------- | -------- | -------- | -------- | -------- | ------ | ----- | ---- |
| 1982  | Arrows Racing Team       | Arrows A4       | Ford Cosworth DFV 3,0 V8 | P | ЮАР НКВ  | БРА 10   | СШЗ НКВ  | САН    | БЕЛ НКЛ  | МОН НКВ  | ДЕТ Сход | КАН 8  | НИД 6 | ВЕЛ 9    | ФРА Сход | ГЕР Сход | АВТ 6    | ШВА НКВ  |          | СИЗ 11 | 25    | 2    |
| 1982  | Arrows Racing Team       | Arrows A5       | Ford Cosworth DFV 3,0 V8 | P |          |          |          |        |          |          |          |        |       |          |          |          |          |          | ИТА 12   |        | 25    | 2    |
| 1983  | Marlboro Team Alfa Romeo | Alfa Romeo 183T | Alfa Romeo 890T 1,5 V8T  | M | БРА Сход | СШЗ Сход | ФРА Сход | САН 10 | МОН 6    | БЕЛ Сход | ДЕТ 12   | КАН 10 | ВЕЛ 7 | ГЕР Сход | АВТ Сход | НИД 5    | ИТА Сход | ЕВР Сход | ЮАР Сход |        | 16    | 3    |
| 1984  | Spirit Racing            | Spirit 101B     | Hart 415T 1,5 L4T        | P | БРА Сход | ЮАР 8    | БЕЛ Сход | САН 8  | ФРА Сход | МОН НКВ  | КАН      | ДЕТ    | ДАЛ   | ВЕЛ      | ГЕР      | АВТ      | НИД      | ИТА      | ЕВР 8    | ПОР 15 | 25    | 0    |
| 1985  | Spirit Enterprises Ltd   | Spirit 101D     | Hart 415T 1,5 L4T        | P | БРА Сход | ПОР Сход | САН Сход | МОН    | КАН      | ДЕТ      | ФРА      | ВЕЛ    | ГЕР   | АВТ      | НИД      | ИТА      | БЕЛ      | ЕВР      | ЮАР      | АВС    | —     | 0    |